# هلفيلة ملتبسة
هلفيلة ملتبسة (الاسم العلمي: Helvella ambigua) هي نوع من الفطريات يتبع جنس الهلفيلة من الفصيلة الهلفيلية.